# دلي أباد (شيروان)
دلي أباد (بالفارسية: دلی‌آباد) هي مستوطنة تقع في إيران في قسم شیروان الريفي. يقدر عدد سكانها بـ 509 نسمة .